# بیاتی
بیاتی  ممکن است به یکی از موارد زیر اشاره داشته باشد:
- احمد بیاتی
- محمد بیاتی
- محمود بیاتی
- نازنین بیاتی
- محسن بیاتی‌نیا
- عبدالوهاب بیاتی